# Project Blinkenlights

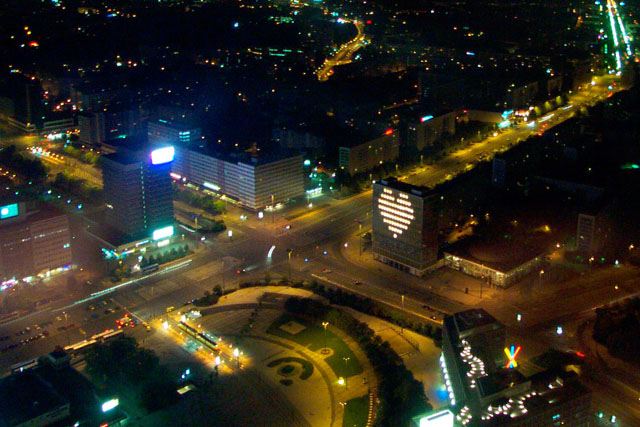
Blinkenlights i Berlin (hus med hjärta)

Project Blinkenlights är ett projekt, skapat 2001 av Chaos Computer Club i Tyskland, där ett gäng teknikintresserade tyskar bygger om fastigheter till gigantiska lågupplösta displayer.
Man installerar datorstyrda lampor i varje fönster i en skyskrapa och kan visa enkla filmer men man har även låtit allmänheten spela Pong och skicka in hälsningar.
Gruppen har bland annat arbetat med Haus des Lehrers i Berlin och med Bibliothèque nationale de France i Paris, som hade 520 lampor.
Gruppen arbetade aktivt fram till 2004 och har deltagit på flera datorkonferenser.
"Blinkenlights" har sitt ursprung i hackerhumor.

## Webbplats
- Project Blinkenlights